# Mistrovství světa juniorů v biatlonu 2022
Mistrovství světa juniorů v biatlonu 2022 probíhalo od 23. února do 2. března 2022 v americkém Soldier Hollow, dějišti biatlonových závodů ze Zimních olympijských her 2002.
Závodili jak dorostenci (15 až 18 let), tak junioři (19 až 21 let). Na programu byly v obou věkových kategoriích vytrvalostní závody, sprinty, stíhací závody a štafety.

## Česká účast
Českou reprezentaci na mistrovství tvořilo celkem 17 závodníků.
Mezi juniory se z českých biatlonistů zúčastnili čerstvý juniorský mistr Evropy Jonáš Mareček, Tomáš Mikyska, Ondřej Mánek, Jakub Kocián a Luděk Abrahám. Z ženských juniorek zasáhly do závodů kromě účastnice olympijských her Terezy Voborníkové, Tereza Jandová, Kristýna Otcovská a Gabriela Masaříková.
V mladší kategorie dorostenců byli vybráni Petr Hák, Jan Semirád, Jan Gregor a Ondřej Jiránek, v dívčí části pak Kateřina Gotvaldová, Svatava Mikysková, Kamila Orálková a Kateřina Pavlů.
V celkovém hodnocení se Česko umístilo mezi národy na druhém místě s čtyřmi cennými kovy, z toho třemi zlatými. Nejvýraznějšími úspěchy české výpravy se stala vítězství Terezy Voborníkové ze sprintu a stíhacího závodu, ke kterým přidala ještě ve bronz ve vytrvalostním závodě. Mistrem světa z vytrvalostního závodu se stal Jonáš Mareček. Mezi dorostenci dojel nejlépe ve stíhacím závodě Petr Hák na 13. místě
| Závodník       | SP  | SZ  | IZ  | ŠT |  | Závodnice           | SP  | SZ  | IZ  | ŠT  |
| -------------- | --- | --- | --- | -- |  | ------------------- | --- | --- | --- | --- |
| Tomáš Mikyska  | 18. | 8.  | 11. | 4. |  | Tereza Voborníková  | 1.  | 1.  | 3.  | DNF |
| Jonáš Mareček  | 23. | 6.  | 1.  | 4. |  | Tereza Jandová      | 37. | 28. | 31. | DNF |
| Ondřej Mánek   | 32. | 33. | 33. | 4. |  | Kristýna Otcovská   | 30. | 32. | 13. | DNF |
| Jakub Kocián   | ´–  | –   | 26. | –  |  | Gabriela Masaříková | 49. | 39. | 36. | DNF |
| Luděk Abrahám  | 49. | 46. | –   | 4. |  |                     |     |     |     |     |
| Závodník       | SP  | SZ  | IZ  | ŠT |  | Závodnice           | SP  | SZ  | IZ  | ŠT  |
| Petr Hák       | 16. | 13. | 25. | 8. |  | Kateřina Gotvaldová | 36. | 22. | 47. | 5.  |
| Jan Semirád    | 49. | 31. | 45. | –  |  | Svatava Mikysková   | 30. | 37. | 26. | 5.  |
| Jan Gregor     | 25. | 36. | 44. | 8. |  | Kamila Orálková     | 49. | 46. | 31. | –   |
| Ondřej Jiránek | 36. | 41. | 36. | 8. |  | Kateřina Pavlů      | 24. | 28. | 16. | 5.  |

## Program
Program podle oficiálních stránek:
| Den | Datum     | Začátek (UTC-7) | Začátek (SEČ) | Disciplína                        | Počet závodníků |
| --- | --------- | --------------- | ------------- | --------------------------------- | --------------- |
| St  | 23. února | 11:00           | 19:00         | Vytrvalostní závod (dorostenci)   | 62              |
| St  | 23. února | 14:00           | 22:00         | Vytrvalostní závod (dorostenkyně) | 59              |
| Čt  | 24. února | 11:00           | 19:00         | Vytrvalostní závod (junioři)      | 79              |
| Čt  | 24. února | 14:00           | 22:00         | Vytrvalostní závod (juniorky)     | 55              |
| Pá  | 25. února | 12:00           | 19:00         | Sprint (dorostenci)               | 63              |
| Pá  | 25. února | 14:00           | 22:00         | Sprint (dorostenkyně)             | 58              |
| So  | 26. února | 11:00           | 19:00         | Sprint (junioři)                  | 78              |
| So  | 26. února | 14:00           | 22:00         | Sprint (juniorky)                 | 57              |
| Ne  | 27. února | 11:00           | 19:00         | Stíhací závod (dorostenci)        | 60              |
| Ne  | 27. února | 12:00           | 20:00         | Stíhací závod (dorostenkyně)      | 57              |
| Ne  | 27. února | 14:50           | 22:15         | Stíhací závod (junioři)           | 59              |
| Ne  | 27. února | 15:20           | 23:20         | Stíhací závod (juniorky)          | 56              |
| Út  | 1. března | 11:00           | 19:00         | Štafeta (dorostenci)              | 16 štafet       |
| Út  | 1. března | 14:00           | 22:00         | Štafeta (dorostenkyně)            | 14 štafet       |
| St  | 2. března | 11:00           | 19:00         | Štafeta (junioři)                 | 15 štafet       |
| St  | 2. března | 14:00           | 22:00         | Štafeta (juniorky)                | 11 štafet       |

## Medailisté

### Dorostenky
| Disciplína                 | Zlato                                                      | Výkon                                       | Stříbro                                                   | Výkon                                       | Bronz                                                           | Výkon                                       |
| Vytrvalostní závod (10 km) | Sara Anderssonová                                          | 38:58,2 (0+2+0+1)                           | Iva Moricová                                              | 39:08,0 (0+0+0+0)                           | Selina Grotianová                                               | 39:15,2 (1+0+1+0)                           |
| Sprint (6 km)              | Maren Kirkeeideová                                         | 18:38,4 (0+1)                               | Lena Repincová                                            | 18:45,9 (1+0)                               | Iva Moricová                                                    | 18:47,4 (0+0)                               |
| Stíhací závod (7,5 km)     | Selina Grotianová                                          | 23:51,3 (0+0+1+0)                           | Lena Repincová                                            | 24:06,2 (0+1+0+0)                           | Sara Anderssonová                                               | 24:30,7 (0+0+0+1)                           |
| Štafeta (3×6 km)           | ItálieIlaria Scattolová Fabiana Carpellová Sara Scattolová | 53:15,2 (0+0) (0+2) (0+0) (0+0) (0+0) (0+1) | NěmeckoIva Moricová Marlene Fichtnerová Selina Grotianová | 53:43,4 (0+0) (0+0) (0+2) (0+0) (0+0) (0+1) | BulharskoValentina Dimitrovová Stefani Yolovová Lora Hristovová | 54:57,8 (0+0) (0+2) (0+0) (0+1) (0+2) (0+0) |

### Juniorky
| Disciplína                   | Zlato                                                                                   | Výkon                                                     | Stříbro                                                                     | Výkon                                         | Bronz                                                                           | Výkon                                         |
| Vytrvalostní závod (12,5 km) | Lisa Maria Sparková                                                                     | 39:53,4 (1+1+0+0)                                         | Océane Michelonová                                                          | 40:40,9 (0+1+0+1)                             | Tereza Voborníková                                                              | 40:47,1 (0+0+1+1)                             |
| Sprint (7,5 km)              | Tereza Voborníková                                                                      | 21:25,9 (1+0)                                             | Rebecca Passlerová                                                          | 21:26,3 (0+0)                                 | Lisa Maria Sparková                                                             | 21:30,4 (0+1)                                 |
| Stíhací závod (10 km)        | Tereza Voborníková                                                                      | 31:10,9 (0+2+1+0)                                         | Hannah Auchentallerová                                                      | 31:17,1 (0+0+0+1)                             | Frida Dokkenová                                                                 | 31:20,6 (0+1+0+0)                             |
| Štafeta (4×6 km)             | ItálieRebecca Passlerová Linda Zingerleová Beatrice Trabucchiová Hannah Auchentallerová | 1:16:47,4 (0+1) (0+0) (0+2) (0+0) (0+1) (0+0) (0+2) (0+0) | NěmeckoJohanna Puffová Mareike Braunová Luise Müllerová Lisa Maria Sparková | 1:17:12,2 (0+1) (1+3) (0+0) (0+1) (0+0) (0+2) | FrancieCamille Coupéová Noémie Remonnayová Océane Michelonová Jeanne Richardová | 1:19:38,8 (0+0) (0+1) (1+3) (0+2) (0+0) (0+3) |

### Dorostenci
| Disciplína                   | Zlato                                       | Výkon                                       | Stříbro                                             | Výkon                                       | Bronz                                               | Výkon                                       |
| Vytrvalostní závod (12,5 km) | Arttu Heikkinen                             | 36:58,6 (1+1+0+0)                           | Jakub Borguľa                                       | 38:35,5 (1+0+1+0)                           | Albert Engelmann                                    | 39:00,9 (1+1+1+1)                           |
| Sprint (7,5 km)              | Jakob Kulbin                                | 20:11,1 (0+0)                               | Jakub Borguľa                                       | 20:18,5 (1+0)                               | Albert Engelmann                                    | 20:19,5 (0+1)                               |
| Stíhací závod (10 km)        | Jakub Borguľa                               | 28:27,4 (0+0+0+1)                           | Albert Engelmann                                    | 28:57,7 (1+0+0+2)                           | Arttu Heikkinen                                     | 29:16,4 (2+0+0+1)                           |
| Štafeta (3×7,5 km)           | NorskoStian Fedreheim Andreas Aas Isak Frey | 58:15,0 (0+0) (0+2) (0+1) (0+1) (0+1) (0+2) | NěmeckoFabian Kaskel Tim Nechwatal Albert Engelmann | 58:23,7 (0+1) (0+1) (0+1) (0+3) (0+3) (0+3) | ItálieMarco Barale Christoph Pircher Nicolò Betemps | 58:56,8 (0+0) (0+1) (0+1) (0+2) (0+1) (0+1) |

### Junioři
| Disciplína                 | Zlato                                                                | Výkon                                                     | Stříbro                                                         | Výkon                                         | Bronz                                                      | Výkon                                                     |
| Vytrvalostní závod (15 km) | Jonáš Mareček                                                        | 43:19,8 (1+0+1+0)                                         | Vetle Paulsen                                                   | 43:36,8 (0+2+0+0)                             | Martin Uldal                                               | 43:51,5 (0+1+0+1)                                         |
| Sprint (10 km)             | Martin Nevland                                                       | 24:24,5 (0+0)                                             | Otto Invenius                                                   | 24:36,4 (0+0)                                 | Martin Uldal                                               | 24:45,3 (0+0)                                             |
| Stíhací závod (12,5 km)    | Martin Nevland                                                       | 33:20,7 (2+0+1+0)                                         | Blagoy Todev                                                    | 33:34,8 (1+0+0+0)                             | Martin Uldal                                               | 33:54,4 (0+0+2+1)                                         |
| Štafeta (4×7,5 km)         | FrancieOscar Lombardot Rémi Broutier Paul Fontaine Jacques Jefferies | 1:14:57,8 (0+1) (0+1) (0+1) (0+2) (0+1) (0+1) (0+0) (0+2) | ItálieIacopo Leonesio David Zingerle Michele Molinari Elia Zeni | 1:15:11,3 (0+1) (0+1) (0+1) (0+0) (0+0) (0+1) | NorskoMats Øverby Martin Uldal Jørgen Sæter Martin Nevland | 1:15:19,2 (0+2) (0+0) (0+0) (0+3) (0+0) (0+0) (0+1) (1+3) |

## Medailové pořadí zemí
| Pořadí | Země      | Zlato | Stříbro | Bronz | Celkově |
| ------ | --------- | ----- | ------- | ----- | ------- |
| 1.     | Norsko    | 4     | 1       | 5     | 10      |
| 2.     | Česko     | 3     | 0       | 1     | 4       |
| 3.     | Německo   | 2     | 5       | 5     | 12      |
| 4.     | Itálie    | 2     | 3       | 1     | 6       |
| 5.     | Slovensko | 1     | 2       | 0     | 3       |
| 6.     | Finsko    | 1     | 1       | 1     | 3       |
| 6.     | Francie   | 1     | 1       | 1     | 3       |
| 8.     | Švédsko   | 1     | 0       | 1     | 2       |
| 9.     | Estonsko  | 1     | 0       | 0     | 1       |
| 10.    | Slovinsko | 0     | 2       | 0     | 2       |
| 11.    | Bulharsko | 0     | 1       | 1     | 2       |
| Celkem |           | 16    | 16      | 16    | 48      |